# Cantonul Nice-13
Cantonul Nice-13 este un canton din arondismentul Nice, departamentul Alpes-Maritimes, regiunea Provence-Alpes-Côte d'Azur, Franța.

## Comune
- Falicon
- Nice (parțial, reședință)
- La Trinité
- Saint-André-de-la-Roche

Cantonul omvat de volgende delen van de stad Nice:
- l'Ariane
- la Lauvette
- l'Abadie